# The Blind Goddess
The Blind Goddess è un film muto del 1926 diretto da Victor Fleming.
Il romanzo The Blind Goddess di Arthur Chesney Train fu adattato per lo schermo da Hope Loring e Louis Duryea Lighton; la sceneggiatura è firmata da Gertrude Orr

## Trama
Eileen che, vent'anni prima, aveva lasciato Bill Devens, torna a New York, pregando il marito di riprenderla con sé. Lui, però, rifiuta per non sconvolgere la vita Moira, la loro figlia.
Quando Eileen se ne va dalla casa, da Devens giunge il suo socio, Kelling. Quest'ultimo confessa di aver coinvolto Devens in una manovra politica poco chiara e poi, in un attacco di rabbia, spara al socio per evitare di essere denunciato. Tutte le prove portano ad accusare Eileen che viene ritenuta colpevole dell'omicidio. Hugh Dillon, il procuratore distrettuale, è il fidanzato di Moira. Quando scopre che Eileen è la madre della ragazza, si dimette dalla sua carica per assumerne la difesa. Dillon scopre un dittafono sul quale sono state registrate le ultime parole di Devens, in cui accusa il vero assassino. Eileen viene assolta e, finalmente, può abbracciare la figlia da donna libera.

## Produzione
Il film fu prodotto dalla Famous Players-Lasky Corporation. Venne girato in California, a Fullerton.

## Distribuzione
Distribuito dalla Paramount Pictures, il film - presentato da Jesse L. Lasky e Adolph Zukor - fu proiettato in prima il 4 aprile 1926. Uscì nelle sale cinematografiche USA il 12 aprile 1926.